# Шахове (Сватівський район)
Ша́хове — село в Україні, у Лозно-Олександрівській селищній громаді Сватівського району Луганської області. Населення становить 74 особи. Орган місцевого самоврядування — Привільська сільська рада.